# قلعه دختر بیشاپور
قلعه دختر بیشاپور از قلعه‌ها و آثار تاریخی مهم منطقه کازرون است که مربوط به دوران ساسانی است.این قلعه در شمالی‌ترین قسمت شهر باستانی بیشاپور واقع گردیده و وظیفه حفاظت از این شهر را بر عهده داشته‌است.